# 高千穂温泉
高千穂温泉（たかちほおんせん）は、宮崎県西臼杵郡高千穂町にある温泉。

## 温泉データ
- 泉質：低張性弱アルカリ単純泉
- 液性：弱アルカリ性
- 効能：神経痛、筋肉痛、関節痛、五十肩、冷え性、疲労回復、健康増進
- 施設：ドライサウナ、ミストサウナ、温水プールを併設

### 施設
- 休業日：毎週木曜日　（祝日の場合は翌日）
- 駐車場：100台
- その他：休憩室、売店など

## アクセス
- 自動車：延岡市から国道218号経由で約60分、熊本市から約90分、福岡市から約3時間30分。
- 宮交バス：高千穂バスセンターより乗車、「高千穂温泉」下車すぐ。約6分。

## 周辺
- 高千穂市街
  - 高千穂峡
  - 高千穂神社
  - 道の駅高千穂
  - ジョイフル
- 国見ヶ丘
- 天岩戸温泉
- 五ヶ瀬川
- 国道218号